# Domingo Sánchez del Arco
Domingo Sánchez del Arco (Cádiz, 1842-Cádiz, 1900) fue un periodista, historiador, arqueólogo, escritor y funcionario español.

## Biografía
Nació en 1842. Era natural de Cádiz. Arqueólogo e historiador, fue miembro correspondiente de la Real Academia de la Historia. Colaboró en la revista Cádiz y otras publicaciones periódicas de la misma ciudad. Fue autor de una monografía sobre Tarifa, además de escribir diversos textos sobre localidades de la provincia de Cádiz. Murió hacia comienzos de marzo de 1900 en su ciudad natal.